# Paul Pfeiffer (Politiker)
Paul Pfeiffer (* 26. April 1886; † 30. November 1970) war ein deutscher Politiker (SED). Er war von 1946 bis 1950 Landtagsabgeordneter in Sachsen-Anhalt.

## Leben
Pfeiffer war Sohn eines Bauern, er begann jedoch als Jugendlicher als Bergmann im Mansfelder Land zu arbeiten. Ungefähr 1902 trat er der SPD bei und engagierte sich in der Folgezeit kommunalpolitisch.
Nach dem Zweiten Weltkrieg wurde Pfeiffer mit der Zwangsvereinigung von SPD und KPD zur SED SED-Mitglied. 1946 wurde er bei der Landtagswahl in Sachsen-Anhalt 1946 in den Landtag gewählt. Dort arbeitete er im Ausschuss für Landwirtschaft, Handel und Versorgung. Ferner war er Leiter der Vereinigung der gegenseitigen Bauernhilfe (VdgB) im Mansfelder Seekreis. Auch der Gesellschaft für Deutsch-Sowjetische Freundschaft gehörte Pfeiffer an.